# Disepalum petelotii
Disepalum petelotii là loài thực vật có hoa thuộc họ Na. Loài này được (Merr.) D.M.Johnson mô tả khoa học đầu tiên năm 1989.